# Dušník
Dušník (v pramenech se vyskytuje i latinská forma animator, proanimatus) byl v raném středověku poddaný, který byl (nejčastěji i s půdou) věnován církvi (tj. konkrétní církevní instituci) za blaho fundátorovy duše. Veškeré povinnosti a poplatky těchto poddaných pak byly směrovány ke konkrétnímu kostelu, klášteru, resp. kapli.
Tato sociální skupina (stejně jako mnohé další) zmizela v 2. polovině 12. století, kdy došlo k zásadním společenským změnám souvisejícím s přeměnou Čech ve vrcholně středověký stát.